# Steve Jackson Games

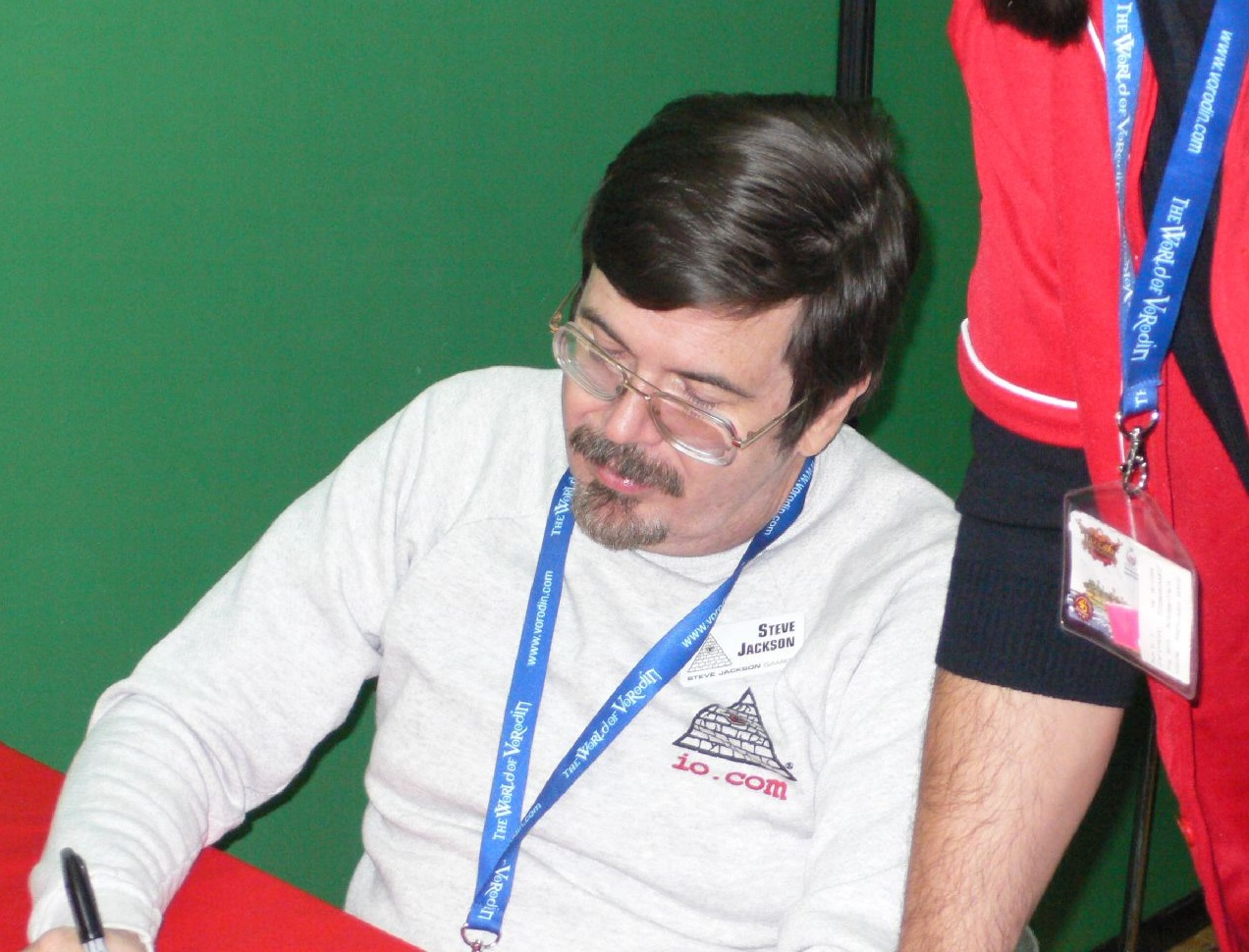
Стив Джексон - основатель и владелец компании, фото 2006 года

Steve Jackson Games (SJG) — американская частная компания со штаб-квартирой в техасском городе Остин, принадлежащая геймдизайнеру Стиву Джексону и основанная в 1980 году.  Производит настольные, ролевые и карточные игры, до 2019 года издавала также журнал «Пирамида».

## История компании
SJG была основана в 1980 году, шесть лет спустя после выхода в свет настольной игры «Dungeons & Dragons», американским геймдизайнером Стивом Джексоном.
Ранними продуктами компании являлись микроигры, первоначально продававшиеся в сумках на молнии размером 4×7 дюймов, а затем в карманной коробке аналогичного размера. Наиболее известной игрой, разработанной SJG, можно назвать «Munchkin», вышедшую в 2001 году.
В компании работали такие известные дизайнеры, как Лорен Вайзман и Джонатан Лейстико.
В настоящее время корпорация занимается производством карточных, настольных, стратегических игр, а также в различных жанрах, таких как фэнтези, научная фантастика и готический хоррор. Также в 1993—2019 годах при поддержке Steve Jackson Games выпускался посвященный компьютерным играм журнал «Пирамида».

## Судебный процесс против Секретной службы США
В 1990 году широкий общественный резонанс в США произвели судебные тяжбы между SJG и Секретной службой США, когда агенты USSS в результате масштабного обыска изъяли из штаб-квартиры компании в Остине компьютеры, заподозрив ее сотрудников в хакерской деятельности. Данный инцидент, среди прочего, повлиял на создание Фонда электронных рубежей в июле того же года.